# Tipula (Arctotipula) miyadii
Tipula (Arctotipula) miyadii is een tweevleugelige uit de familie langpootmuggen (Tipulidae). De soort komt voor in het Palearctisch gebied.